# Hans Joachim Ziersch
Hans Joachim Ziersch (* 21. August 1913 in Rottach-Egern; † 12. März 1995 in München) war ein deutscher Innenarchitekt, Unternehmer, Kunstsammler und Mäzen. Als Vorreiter für den Denkmalschutz in Deutschland begründete Ziersch das Kuratorium für Landschaftsschutz und rettete u. a. die Villa Stuck und das Hildebrandhaus in München vor dem Abriss.

## Leben
Hans Joachim Ziersch war der Sohn von Aenne Franziska Valentin Ziersch, geb. Schmidt (1878–1939), und Walter Ziersch (1874–1943). Sein Bruder Roland Ziersch (1904–1969) war Schriftsteller und Journalist. Ziersch besuchte die Volksschule in der Gebelestraße (Gebeleschule) in Bogenhausen, später das staatliche Wilhelmsgymnasium in der Thierschstraße.
Hans Joachim Ziersch und seine zweite Frau Amélie Ziersch hatten vier Kinder.

## Beruf
1950 gründete Hans Joachim Ziersch in der Maximilianstraße in München das Einrichtungsgeschäft form im raum. Er vertrieb Einrichtungen nach eigenem Entwurf, dazu Entwürfe der Firmen Menold, Stuttgart, und der Architekten Biber, Braunschweig, und Hering, Biberach. Gelegentlich wurden auch Modelle bekannter Münchener Architekten sowie Lizenzen und Importe aus Skandinavien, Italien und Holland hinzugenommen. So führte er das String-Bücherregalsystem in Deutschland ein. In München eröffnete er eine Filiale in der Theatinerstraße und eine weitere in Frankfurt.

## Denkmalpflege und Mäzenatentum

### Der Stuck-Jugendstil-Verein und die Rettung der Villa Stuck

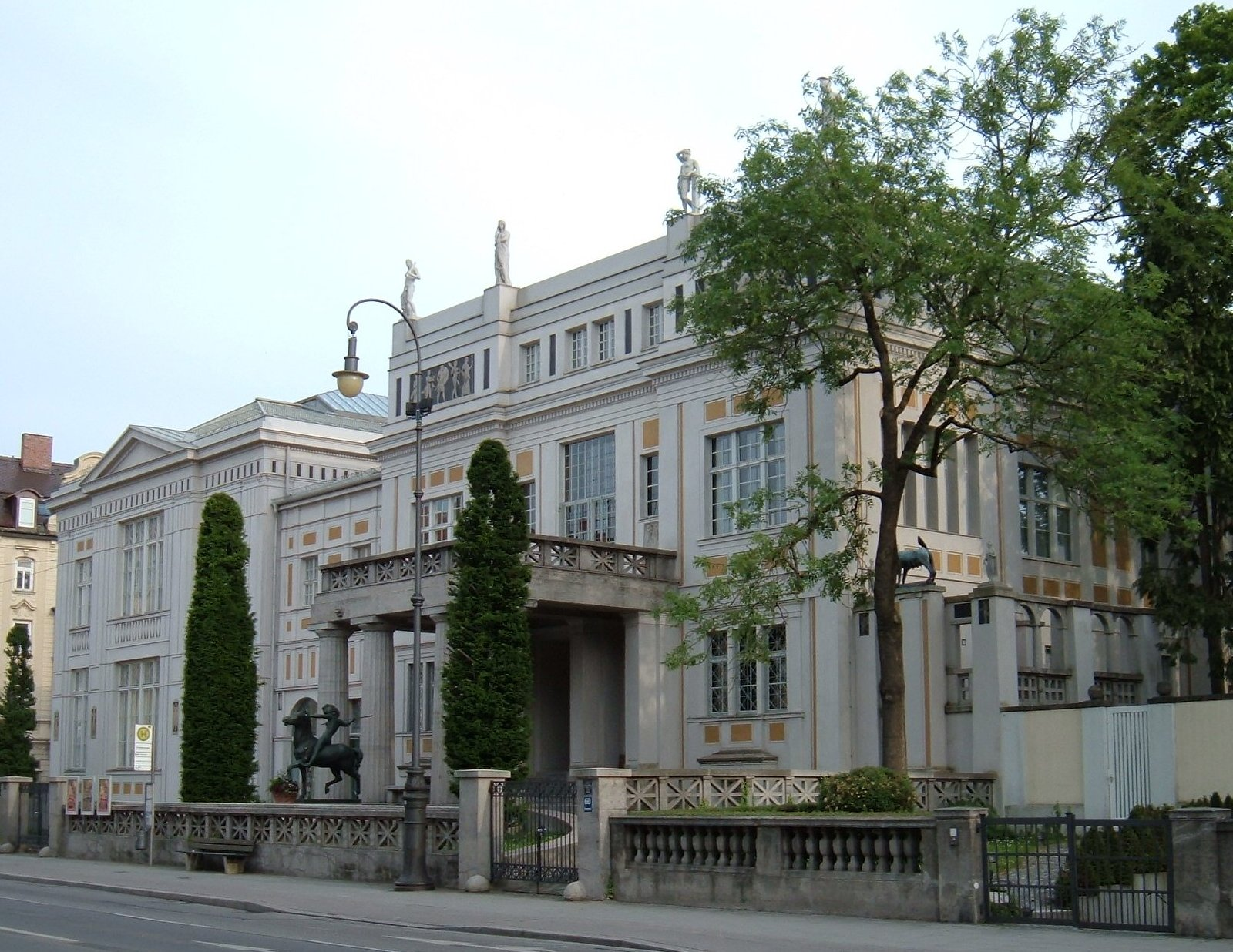
Die Villa Stuck in der Prinzregentenstraße, München

1965 kauften Hans-Joachim und Amélie Ziersch die Villa Stuck von den Erben des Künstlers für 1,1 Millionen Mark und rettete die Villa vor dem Abriss. Unterstützt von Stadt und Freistaat renovierte Ziersch die durch Kriegseinwirkungen schwer beschädigte Künstlervilla, baute sie im Innern um und vermietete sie an private Galerien und ein Restaurant. 1967 gründete Hans Joachim Ziersch den Stuck-Jugendstil-Verein e.V. mit dem Ziel, ein Jugendstil-Museum einzurichten. Erster Vorsitzender war der jeweilige Kulturreferent der Landeshauptstadt München, bei Gründung also Herbert Hohenemser. Am 5. Mai 1967 übereigneten Hans Joachim und Amélie Ziersch die Villa Stuck, das dazugehörige Grundstück und ihre bedeutende Sammlung mit Werken Franz von Stucks dem Stuck-Jugendstil-Verein. Am 9. März 1968 wurde nach zwei Jahren Umbauzeit die Villa Stuck als Museum eröffnet. Zur Eröffnung standen Werke Franz von Stucks und des Jugendstilkünstlers Hermann Obrist im Mittelpunkt. 1991 schenkte das Ehepaar Ziersch die historische Villa der Stadt München. So wurde die Villa Stuck 1992 zum dritten städtischen Museum der Landeshauptstadt München. Die Zustiftung  über 500.000 DM sorgte für die weitere Finanzierung und sicherte die Zukunft des Museums. Der Stuck-Jugendstil-Verein löste sich auf.

### Das Kuratorium für Landschaftsschutz
Schon vor der Gründung des Kuratoriums für Landschaftsschutz hatte Hans Joachim Ziersch Gebäude vor dem Verfall oder vor dem Abriss gerettet.
Der 11. Oktober 1971 ist das Gründungsdatum für das Kuratorium für Landschaftsschutz. Der Zweck des Vereins „besteht vornehmlich in der Förderung einer orts- und landschaftsgerechten Bauplanung und Baugestaltung. Hiervon erfasst ist die Beeinflussung der Gestaltung und Planung künftiger Bauvorhaben vorwiegend im ländlichen Bereich sowie die Wahrung des Landschaftsbildes durch naturschützende Maßnahmen und die Erhaltung landschaftstypischer Bauwerke… Durch Vorträge und Ausstellungen soll das Verständnis und Interesse der Allgemeinheit für den Wert und die Bedeutung des Landschaftsschutzes im weitesten Sinne gefördert werden.“ (Auszug aus der Satzung)
Die Gründungsmitglieder waren neben Hans Joachim Ziersch die Architekten Alexander Freiherr von Branca, Uwe Kiessler, Johannes Ludwig und Helmut von Werz. Den Kreis erweiterten später der Architekt Hans-Busso von Busse, der Politologe Peter-Cornelius Meyer-Tasch und der Regionalplaner Gerd Albers.
Zu den Gebäuden in München, die von Hans Joachim Ziersch und den Mitgliedern des Kuratoriums für Landschaftsschutz gerettet wurden, gehören in Bogenhausen u. a. die Villa Stuck, der Bogenhauser Hof und das sog. Hildebrandhaus, dazu weitere Gebäude in der Maxvorstadt und in Schwabing. Daneben kämpfte das Kuratorium Landschaftsschutz erfolgreich für den Erhalt des Schloss Tegernsee und des dort befindlichen Gymnasiums, für Erhalt und Sanierung des sog. Midgardhauses am Starnberger See und verhinderten den Bau einer Schönheitsfarm in Bad Wiessee.
Nach dem Tod von Hans Joachim Ziersch erlahmte das Kuratorium für Landschaftsschutz und wurde auf einer außerordentlichen Mitgliederversammlung am 17. November 2005 schließlich aufgelöst.

## Ehrungen
- Am 15. September 1983 wurde Hans Joachim Ziersch von Erich Kiesl, dem damaligen Oberbürgermeister der Stadt München, die Medaille München leuchtet – Den Freunden Münchens in Gold überreicht.